# Cortes de Pallás (kommunhuvudort)
Cortes de Pallás är en kommunhuvudort i Spanien.   Den ligger i provinsen Província de València och regionen Valencia, i den östra delen av landet, 270 km sydost om huvudstaden Madrid. Cortes de Pallás ligger 356 meter över havet och antalet invånare är 999.
Terrängen runt Cortes de Pallás är huvudsakligen kuperad. Cortes de Pallás ligger nere i en dal. Runt Cortes de Pallás är det mycket glesbefolkat, med 4 invånare per kvadratkilometer. Närmaste större samhälle är Yátova, 18,7 km nordost om Cortes de Pallás. 